# ابن ترکمانی
اِبْنِ تُرْکُمانی ابوالحسن علاءالدین علی بن عثمان بن مصطفی ماردینی‌ (۶۸۳–۷۵۰ق‌/۱۲۸۴–۱۳۴۹ میلادی)، مفسر، محدث، فقیه و قاضی حنفی، ادیب و شاعر مصری بود.

## زندگی‌نامه
نیاکان او از قبیلهٔ «ترکمان» و از «ماردین» - قلعه‌ای در بین‌النهرین بودند که به مصر کوچ کردند. پدر او قاضی فخرالدین (د ۷۳۱ق‌/۱۳۳۱م) و برادرش احمد بن عثمان (د ۷۴۴ق‌/۱۳۴۳م) و دو فرزندش عزالدین عبدالعزیز (د ۷۴۹ق‌/۱۳۴۸م) و جمال‌الدین عبدالله (د ۷۶۹ق‌/۱۳۶۸م) و برخی از نوادگان او نیز از فقیهان و قاضیان حنفی در مصر بوده‌اند. وی دانشهای روزگار خود را مانند ادبیات، فقه، حدیث، تفسیر و کلام به خوبی آموخت و به مقام فقهی بلندی دست یافت و در ۷۴۸ق به جای قاضی‌القضاة زین‌الدین بسطامی (د ۷۷۱ق‌/۱۳۶۹م) به قضاوت در مصر گمارده شد و تا هنگام مرگ این مقام را دارا بود و سرانجام در قاهره درگذشت.

## ماجرای فتوای مشهور حج
یکی از مهم‌ترین رویدادهای زندگی ابن ترکمانی و از مشهورترین فتاوی او به حادثه‌ای مربوط می‌شود که در مراسم حج سال ۷۴۸ق اتفاق افتاد. در این مراسم اختلافی در مورد وقوف در عرفه پدید آمد که ابن ترکمانی یک طرف این اختلاف بود. قاضی مکه در حضور قاضی القضاة عزالدین بن جماعة روز جمعه را روز وقوف در عرفه اعلام کرد و حال آنکه روز عرفه در مصر و اسکندریه روز پنجشنبه بود. ابن ترکمانی که مصری بود با رأی قاضی مکه مخالفت کرد و فتوا داد که حج حاجیان باطل است و جملگی آنان باید مُحرم بمانند و از تمام محرمات ایام احرام اجتناب ورزند تا بار دیگر در عرفه وقوف کنند. شافعیان، سخت بر او خشم گرفته، فتوایش را رد و حتی او را به محاکمه تهدید کردند که با پا در میانی ابن جماعة و نادیده گرفتن رأی ابن ترکمانی ماجرا پایان یافت.

## آثار
از او آثاری در فقه، حدیث و ادب باقی‌مانده که عبارتند از:
جوهر النقی فی الرّد علی البیهقی‌، این کتاب که از مهم‌ترین آثار ابن ترکمانی است، در نقد کتاب السنن الکبیرة اثر ابوبکر بیهقی است و در ۱۳۱۶ق‌/۱۸۹۸م در ۲ جلد در حیدرآباد دکن چاپ شده‌است. بهجة الاریب ممّا فی کتاب الله العزیز من الغریب‌، نسخه‌هایی از آن در کتابخانة ملی ملک (۱/۹۸) و آصفیه و دارالکتب المصریة موجود است؛ تخریج احادیث الهدایة؛ التنبیه علی احادیث الهدایة و الخلاصة (؛ منظومة فی الکبایر (آلوارت)؛ II/۶۳۰ الجواهر آلفرد فی المناظرة بین النرجس و الورد؛ تلخیص المتشابه‌؛ الدرة السنیة فی العقیدة السنیة؛ السعدیّة،؛ الضعفاء و المتروکین‌؛ مختصر ابن الصلاح‌؛ مختصر المحصل در کلام‌، این کتاب کوتاه شدة محصل افکار المتقدمین و المتأخرین من الحکماء و المتکلمین اثر امام فخرالدین محمد بن عمر رازی است؛ المنتخب فی علوم الحدیث و المؤتلف و المختلف‌ که در نسب‌شناسی‌عرب‌ است؛ مقدمة فی اصول الفقه و المختصر رسالة القشیری‌؛ به گفتة ابن حجر (۴/۱۰۱) وی آثار دیگری نیز داشته‌است که ناتمام بوده‌اند.